# حسینیه مرکز شهر نطنز
حسینیه مرکز شهر نطنز مربوط به دوره قاجار است و در نطنز، حاشیه جنوبی خیابان اصلی شهر، جنوبشرقی مسجد جامع واقع شده و این اثر در تاریخ ۷ مرداد ۱۳۸۲ با شمارهٔ ثبت ۹۲۸۸ به‌عنوان یکی از آثار ملی ایران به ثبت رسیده است.